# Alaena congoana
Alaena congoana är en fjärilsart som beskrevs av Aurivillius 1914. Alaena congoana ingår i släktet Alaena och familjen juvelvingar. Inga underarter finns listade i Catalogue of Life.